# Сен-Морис-де-Гурдан
Сен-Мори́с-де-Гурда́н (фр. Saint-Maurice-de-Gourdans) — коммуна во Франции, находится в регионе Рона — Альпы. Департамент — Эн. Входит в состав кантона Мексимьё. Округ коммуны — Бурк-ан-Брес.
Код INSEE коммуны — 01378.

## География
Коммуна расположена приблизительно в 400 км к юго-востоку от Парижа, в 29 км восточнее Лиона, в 45 км к югу от Бурк-ан-Бреса.
По территории коммуны протекает река Рона и её приток — река Эн.

## Климат
Климат полуконтинентальный с холодной зимой и тёплым летом. Дожди бывают нечасто, в основном летом.

## Население
Население коммуны на 2010 год составляло 2498 человек.
| 1962 | 1968 | 1975 | 1982 | 1990 | 1999 | 2010 |
| ---- | ---- | ---- | ---- | ---- | ---- | ---- |
| 683  | 688  | 994  | 1157 | 1575 | 1949 | 2498 |

## Экономика
В 2010 году среди 1600 человек трудоспособного возраста (15—64 лет) 1234 были экономически активными, 366 — неактивными (показатель активности — 77,1 %, в 1999 году было 70,1 %). Из 1234 активных жителей работали 1179 человек (629 мужчин и 550 женщин), безработных было 55 (22 мужчины и 33 женщины). Среди 366 неактивных 129 человек были учениками или студентами, 144 — пенсионерами, 93 были неактивными по другим причинам.

## Достопримечательности
- Церковь Сен-Морис[фр.] (XI век). Исторический памятник с 1909 года.[4]
- Замок Полле.
- Мост Пон-Галлан[фр.] (перестроен в 1960).

## Фотогалерея

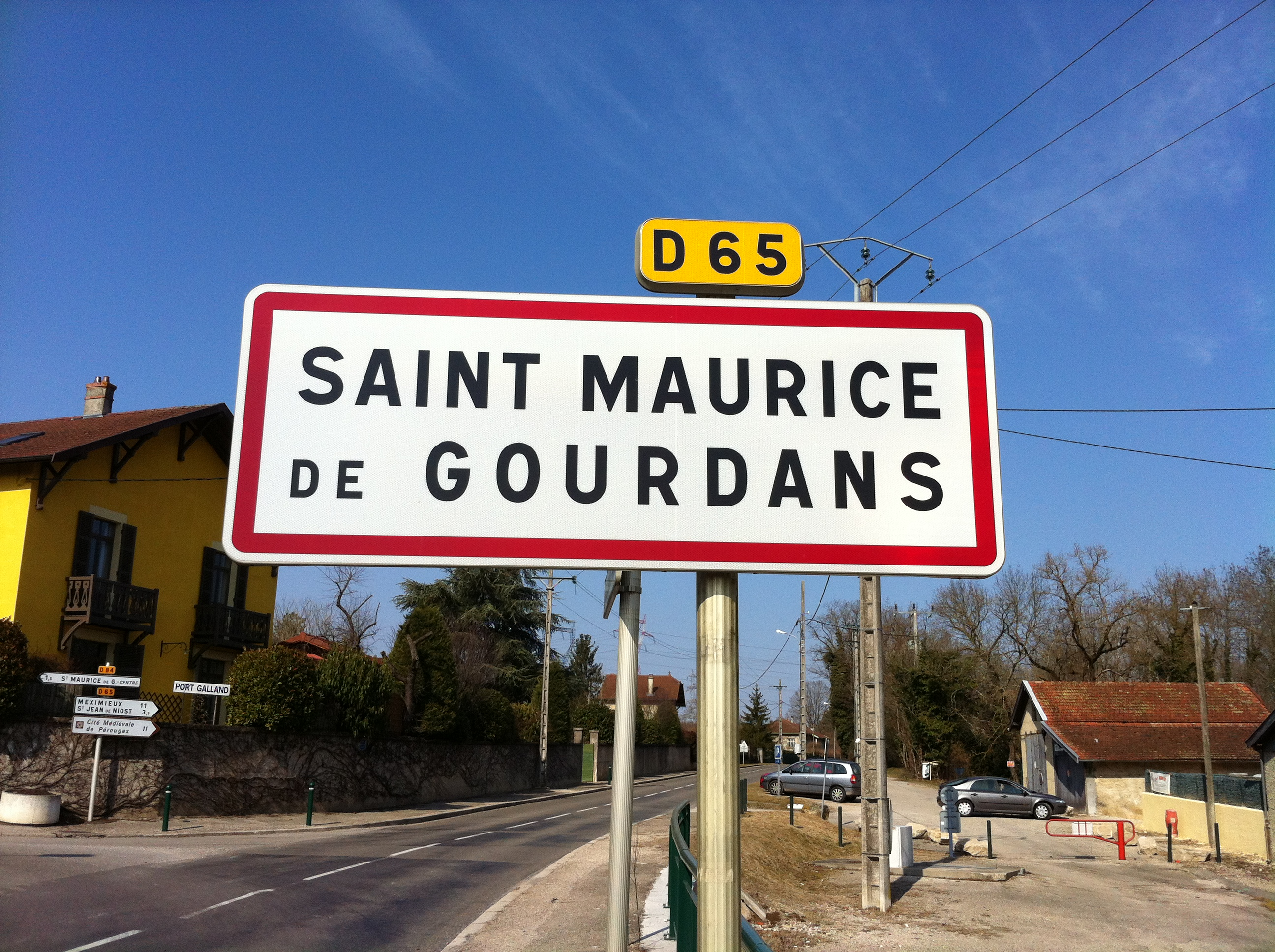
Сен-Морис-де-Гурдан
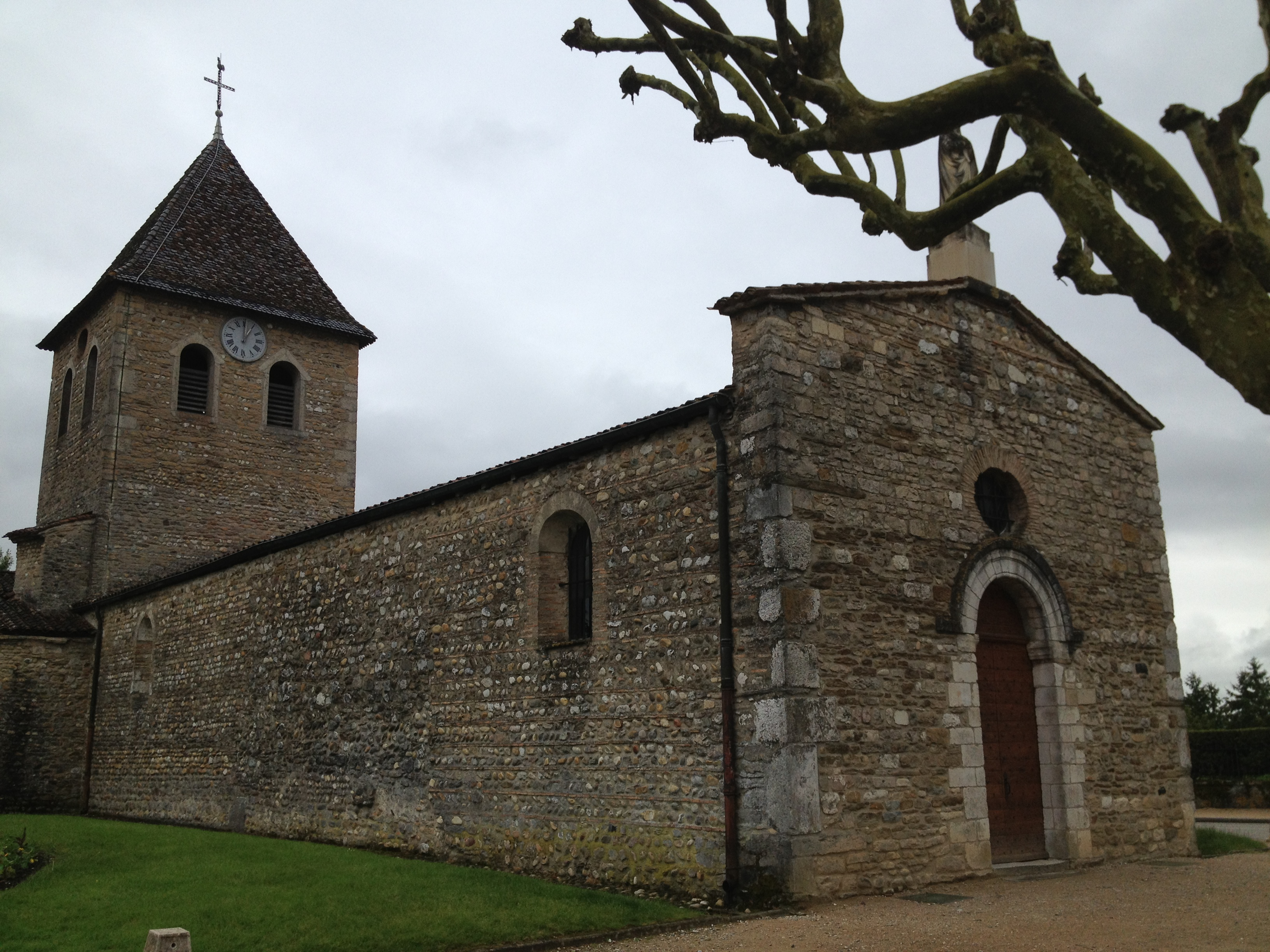
Церковь Сен-Морис
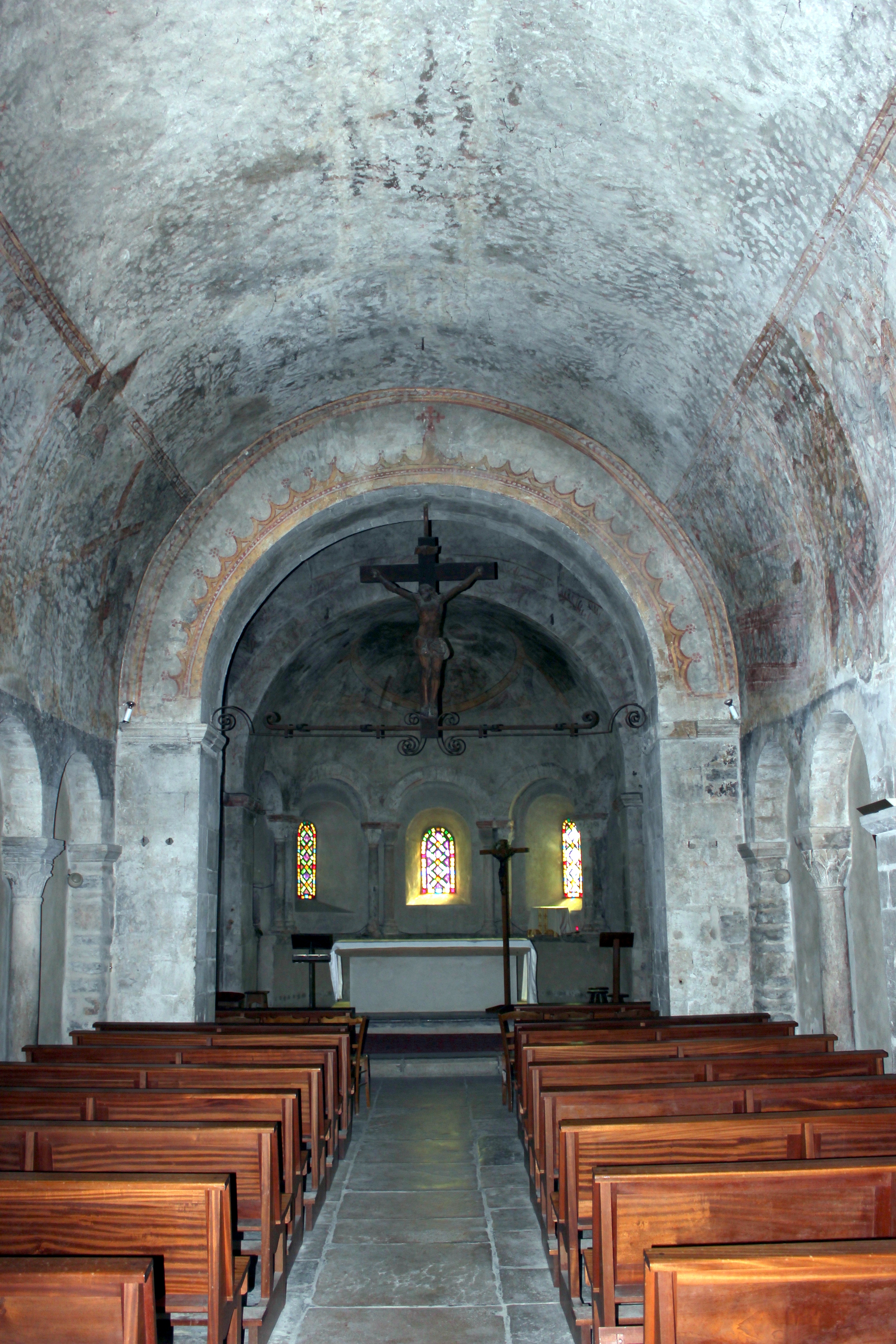
Интерьер церкви Сен-Морис
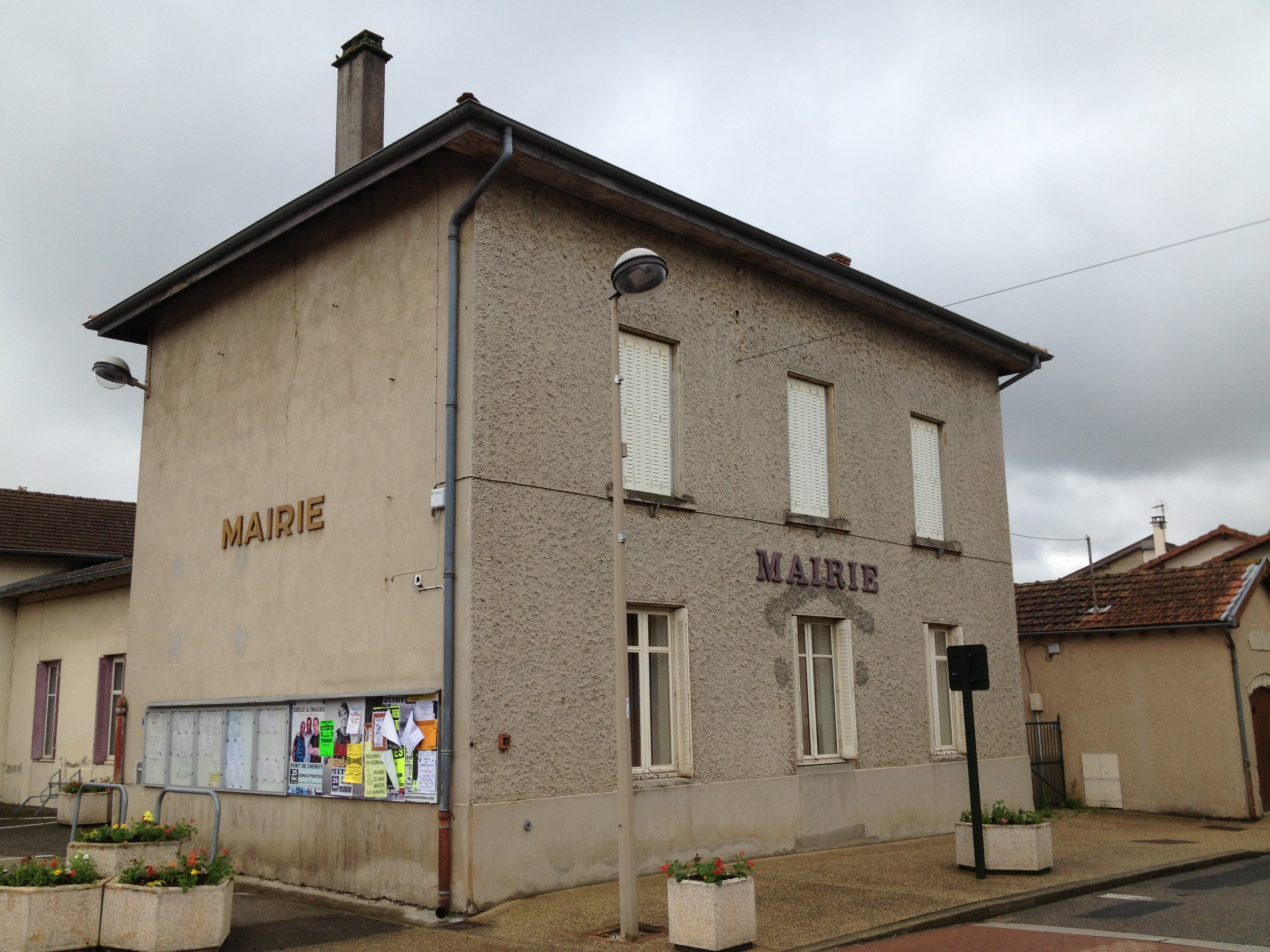
Мэрия
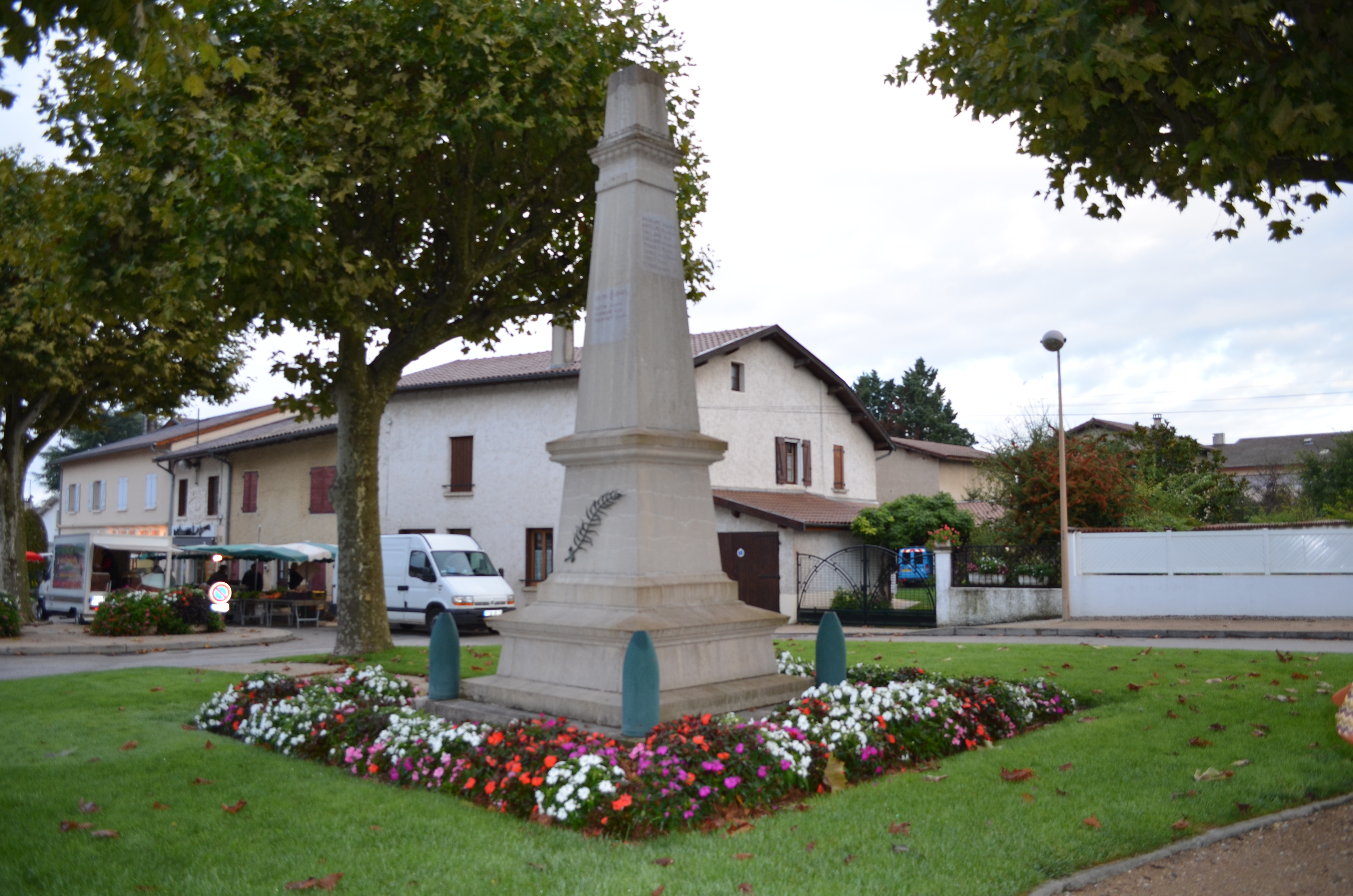
Военный мемориал
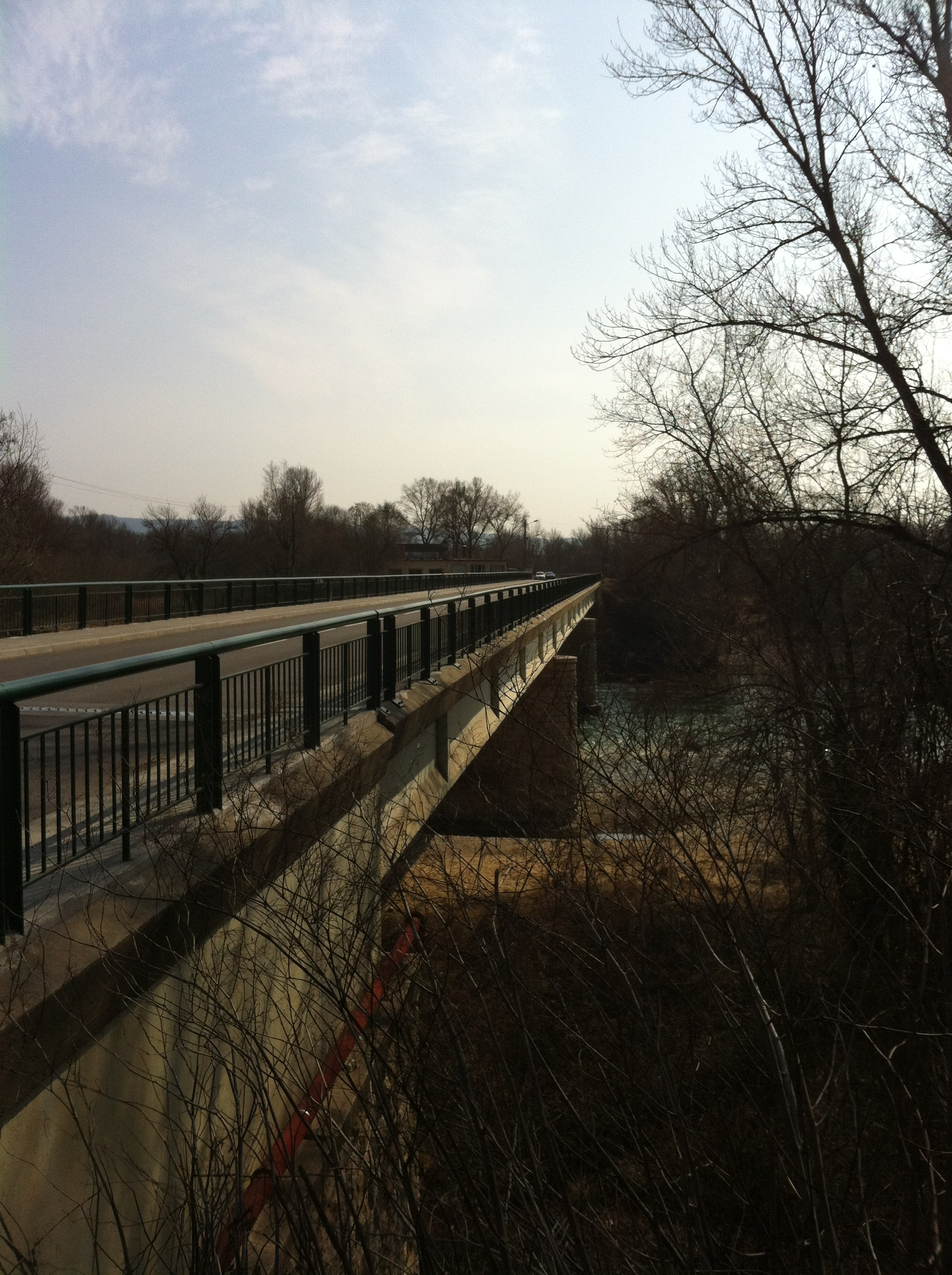
Мост Пон-Галлан